# Татјана Патиц
Татјана Патиц (енгл. Tatjana Patitz, Хамбург, Немачка, 25. март 1966 – Санта Барбара, САД, 11. јануар 2023) била је немачка манекенка, супермодел и повремена глумица, која је стекла међународну славу 1980-их и 1990-их, представљајући модне дизајнере на пистама и часописима као што је Ел, Harper's Bazaar и Воуг. Патиц је била једна од пет супермодела који су се појавили у музичком споту Џорџа Мајкла „Фреедом! '90“ из 1990. године , а повезана је и са уредничким, рекламним и ликовним радовима утицајних фотографа Херба Ритса и Питера Линдберга.

## Каријера
Татјана је својевремно проглашена за једну од најлепших жена на свету, а уручена јој је и титула „најмистериознијег модела". Манекенка је у једном тренутку решила да се повуче из јавности како би се посветила породичном животу, а у неким изјавама - говорила је да „презире дане своје највеће славе". Тако је у једном интервјуу пре две године, изјавила да „никада није продала своју душу". Ипак, манекенством се бавила све до 2019. године, када је прошетала пистом за бренд „Етро" у Милану.
Татјана је рођена у Немачкој, одрасла у Шведској, а манекенством је почела да се бави са 17 година, када је у Стокхолму освојила треће место на такмичењу Елит модел лук. Награда је била пут у Париз са временски ограниченим уговором. Ипак, звезда није тако брзо рођена, јер је Татјана дуго била без озбиљног ангажмана. Након што ју је приметио познати фотограф Петер Линдберг, каријера јој креће узлазном путањом. Била је на насловним странама више од 200 најпрестижнијих часописа.
Многи ће је памтити по учешћу у споту Џорџа Мајкла за хит песму Freedom! '90.
„Татјана је одувек била европски симбол шика", говорила је Ана Винтур, уредница Вога.